# Armada de Mozambique

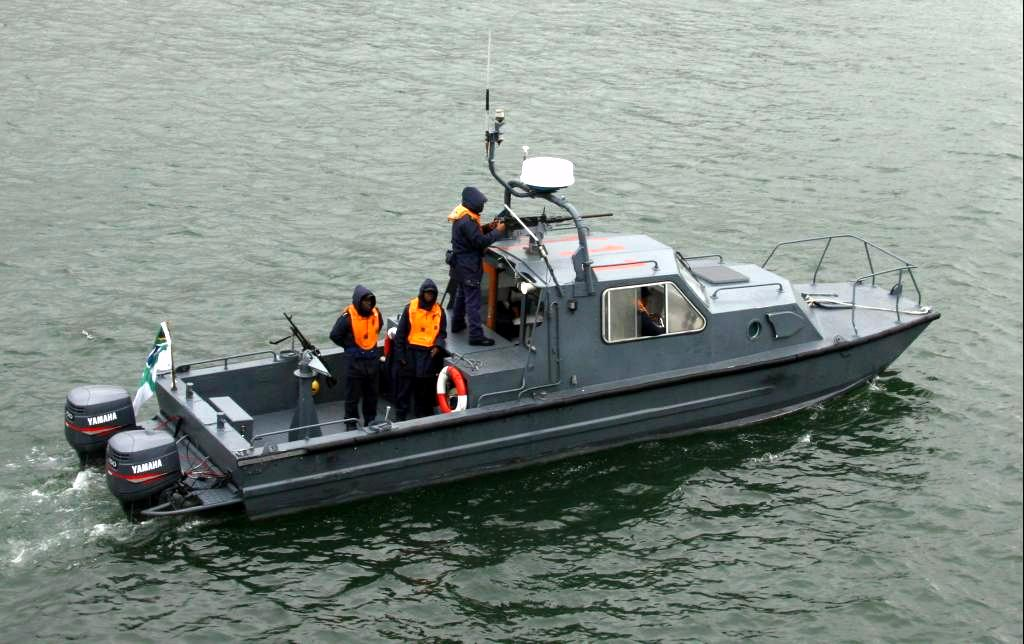
Buque patrullero portuario de la clase Namacurra.

La Armada de Mozambique es el componente naval de las Fuerzas Armadas de Mozambique, las FAM.
En septiembre de 2004 se informó que la Armada de Sudáfrica iba a donar dos de sus buques patrulleros portuarios de la clase Namacurra a la Armada de Mozambique. Los barcos fueron reacondicionados en el astillero naval de Simon's Town, fueron equipados con motores fueraborda y con equipos de navegación donados por la Armada francesa. El buque de aprovisionamiento logístico Marne (A630) de la clase Durance, de la Armada francesa, debía entregar las embarcaciones en Maputo, de camino a su zona de operaciones en el Océano Índico, tras pasar una revisión en Ciudad del Cabo.
En 2013, el astillero francés Constructions Mécaniques de Normandie (CMN) confirmó un importante pedido de la Armada de Mozambique, incluidos varios buques de la clase Interceptor HSI-32.
El 29 de julio de 2019, tuvo lugar la visita del Ministro de Defensa de la India, Rajnath Singh. La Armada India donó dos lanchas rápidas de ataque de la clase L&T a la Armada mozambiqueña. Un equipo de la Guardia costera de la India fue enviado para capacitar a la tripulación, y para ayudar en las tareas de mantenimiento y funcionamiento de los barcos.
En diciembre de 2022, la Armada de Mozambique recibió una lancha rápida multifuncional del Departamento de Defensa de los Estados Unidos, que reforzará la capacidad de inspección en aguas mozambiqueñas, se trata de un buque interceptador multimisión, fabricado por la empresa estadounidense SAFE Boats International, la embarcación tiene un rango de navegabilidad de 250 millas náuticas, correspondientes a 495 kilómetros, y cuenta con capacidad para llevar a bordo hasta 15 tripulantes.
El nuevo patrullero ofrecido por el Gobierno de los Estados Unidos de América, en el marco de la cooperación bilateral entre Mozambique y el gobierno estadounidense, reforzará los medios operativos de las Fuerzas Armadas de Mozambique, en particular, la Armada de Mozambique, en la lucha contra varios delitos, tales como la piratería marítima, el tráfico de drogas, armas y personas, la pesca ilegal y el ingreso no autorizado a las fronteras marítimas.
Según el Secretario Permanente del Ministerio de Defensa Nacional, Casimiro Mueio, la embarcación contribuirá al pleno cumplimiento de las misiones de la Armada mozambiqueña en el teatro de operaciones del norte:

“Recibimos este buque en un momento especial, cuando las operaciones en el teatro de operaciones del norte se desarrollan satisfactoriamente, como resultado de las acciones conjuntas de las Fuerzas de Defensa y Seguridad de Mozambique, las fuerzas amigas de Ruanda y la SAMIM, donde la Armada de Mozambique ha desempeñado un papel crucial.”
Casimiro Mueio

Para el embajador de los Estados Unidos de América, Peter Vrooman, este buque aumentará la seguridad marítima y permitirá a las fuerzas navales mozambiqueñas responder con eficacia a desafíos y amenazas cada vez más complejos. Mozambique y el gobierno estadounidense han estado trabajando juntos en el área de defensa, brindando capacitación y desarrollo de capacidades a las fuerzas armadas mozambiqueñas para garantizar la defensa de la integridad territorial del país africano.

### Inventario de buques
| Tipo de buque                      | Clase y nombre              | País de origen | Número de unidades | Constructor                           |
| ---------------------------------- | --------------------------- | -------------- | ------------------ | ------------------------------------- |
| Buque patrullero                   | Conejera Pebane P-001       | España         | 1                  | Empresa Nacional Bazán                |
| Buque patrullero                   | Namacurra                   | Sudáfrica      | 2                  | Tornado Products                      |
| Buque interceptador                | L&T                         | India          | 2                  | Larsen & Toubro                       |
| Buque interceptador                | Interceptor DV-15           | Francia        |                    | Constructions Mécaniques de Normandie |
| Buque interceptador                | Interceptor HSI-32          | Francia        | 3                  | Constructions Mécaniques de Normandie |
| Buque interceptador                | SAFE-41 Interceptor         | Estados Unidos | 1                  | SAFE Boats International              |
| Embarcación de vigilancia marítima | Ocean Eagle 43              | Francia        | 3                  | Constructions Mécaniques de Normandie |
| Embarcación de ataque táctico      | WP-18 Tactical Strike Craft | EUA            | 1                  | Abu Dhabi MAR                         |

- Un buque patrullero de la clase Conejera llamado Pebane (P-001), transferido por la Armada española.[6]

- Dos buques patrulleros de la clase Namacurra.[1]

- Dos lanchas rápidas de ataque de la clase L&T.[3]

- Varios buques interceptadores DV-15, la Armada mozambiqueña cuenta con un número desconocido de unidades en servicio activo. El DV-15 Interceptor es un patrullero rápido, diseñado para la patrulla costera y misiones que requieren interceptación a alta velocidad en aguas litorales. Lo fabrica la empresa francesa Constructions Mécaniques de Normandie. El Interceptor DV-15 se ha vendido a las armadas de Yemen, Catar y Emiratos Árabes Unidos.

- Tres buques interceptadores de la clase Interceptor HSI-32. Los buques de la clase Interceptor están diseñados para realizar operaciones de ataque marítimo, búsqueda y rescate (SAR), seguridad marítima, protección de convoyes, vigilancia marítima, lucha contra la piratería, protección de buques vulnerables e instalaciones petroleras en alta mar, control de la inmigración ilegal, lucha contra el narcotráfico y el contrabando. Los buques también se utilizan para defenderse de ataques de lanchas rápidas, amenazas asimétricas y abordaje de fuerzas terroristas. Los buques de la clase Interceptor, tienen la capacidad de realizar operaciones de armas combinadas con aviones, drones y sistemas de vigilancia costera. Los HSI 32 son buques interceptores rápidos diseñados y construidos por el astillero francés Constructions Mécaniques de Normandie (CMN) para apoyar una amplia gama de misiones realizadas por la Armada mozambiqueña y por las fuerzas de operaciones especiales.[2]

- Tres embarcaciones de vigilancia marítima de la clase Ocean Eagle 43, con base en Pemba. El buque está armado con un cañón automático de 20 mm, montado en un sistema de armamento a control remoto, y dos ametralladoras de calibre 12,7 mm para autodefensa.[7]

- Una embarcación WP-18 Tactical Strike Craft. El WP-18 es un buque naval rápido construido en los Emiratos Árabes Unidos. El buque se puede armar con una estación de armas remota y misiles, puede realizar varias misiones como guerra naval, guerra antisuperficie, recopilación de inteligencia militar, patrullaje naval y operaciones especiales.[8]